# JAPAN TENT
JAPAN TENT（ジャパンテント）とは、毎年8月に石川県内で行われる国際交流イベントである。

## 概要
世界各国・地域から日本各地に留学している留学生300人を全国から石川県に招き、1週間の滞在の中で日本文化を体験してもらったり、国際交流をしたりするイベントである。参加留学生は県内の一般家庭にホームステイする。運営には石川県内の大学生を中心とするボランティアスタッフも加わる。

## 歴史
- 1988年（昭和63年） - 7月21〜24日の日程で第1回JAPAN TENT開催。当時の皇太子夫妻（上皇明仁・上皇后美智子）が臨席。
- 1989年（平成元年） - 開催期間が1週間に延び、8月3日から9日まで行われる。
- 1995年（平成 7年） - 歓迎式典および歓迎レセプションに紀宮清子内親王（当時）が臨席。外務大臣表彰受賞。
- 2001年（平成13年） - 文部科学省「留学生交流功労者表彰」受賞。
- 2002年（平成14年） - 緒方貞子元国連難民高等弁務官が記念講演。
- 2006年（平成18年） - 徳仁が金沢城公園で行われた「ジャパンテント大使の集い」を視察。
- 2007年（平成19年） - 第20回記念事業として桂文珍が特別講演。

## 近年の留学生のスケジュールの例
- 1日目（木曜日）： 全国各地から貸し切りバス、夜行バスなどで金沢に到着。オリエンテーション・歓迎式典の後、県内16市町(金沢・野々市・内灘を除く)に移動し、3泊ホームステイ。
- 2・3日目（金・土曜日）： 県内各市町にて交流事業が行われる。
- 4日目（日曜日）： 金沢に移動し、金沢市内にて2件目のホームステイ(金沢・野々市・内灘)のホストファミリーと対面し3泊ホームステイ。
- 5・6日目（月・火曜日）： 金沢市内にて日本文化体験、交流事業（後述）などが行われる。
- 7日目（水曜日）： さよならセレモニーの後、それぞれ帰路につく。

## 金沢での交流事業の例
- ウェルカム石川茶会：金沢市内各地（天徳院、宝円寺、旧中村邸など）にてお茶会が行われる。お茶の先生に振る舞ってもらったり、実際にお茶点てを体験したりする。
- 金沢職人大学校：和菓子・落雁づくり体験、水引体験、金箔工芸体験など、15～20のコースに分かれて、実際の職人にその技を学ぶ。
- JAPAN TENT in 金沢：さまざまな料理の屋台が出店したり、ステージで催し物が行われたりする。過去にはミャンマーカレー（ミャンマー）、シュラスコ（ブラジル）、ケバブ（トルコ）、ナシゴレン（インドネシアおよびマレーシア）、チヂミ（韓国）、ブリヌイ（ロシア）などの屋台が出店した。[1]

## 参加留学生
近年は毎年1000人前後の応募があり、選考により300人の留学生が参加している。2012年現在、これまでに160の国と地域から8400人を超える留学生が参加した。2011年の第24回は77の国と地域から、2012年の第25回記念は70の国と地域からの留学生が参加した。

## 学生ボランティア
留学生の募集や、金沢市内での交流事業のほとんどに準備段階から携わる。応募は6月頃より県内各大学やインターネットで受け付けている。夏休み期間中ということもあり、石川県内の大学生だけではなく、県外の大学に通い石川県に帰省中の学生なども、ボランティアスタッフとして携わる。2011年(第24回)は約130名、2012年(第25回)は約180名の学生ボランティアスタッフが参加し、2013年(第26回)は過去最多となる290名以上が参加する見込みである。中には県内の大学に留学している留学生もボランティアとして参加することもある。